# ۸۹۴ (میلادی)
۸۹۴ (میلادی) هشتصد و نود و چهارمین سال تقویم میلادی است.

## درگذشتگان
‎